# Ớt làn mụn cóc
Ớt làn mụn cóc (danh pháp: Tabernaemontana granulosa) là một loài thực vật có hoa trong bộ long đởm Gentianales, họ La bố ma. Phân bố ở Hòn bà và Ninh hoà thuộc tỉnh Khánh Hoà. Loài này được Pit. miêu tả khoa học đầu tiên vào năm 1933.Đây là một loài thực vật đặc hữu của việt nam.